# Szulamit Dawidowicz
Szulamit Dawidowicz (hebr. שולמית דוידוביץ ) (ur. 1947 w Polsce) – izraelska malarka i pisarka pochodzenia polskiego.

## Życiorys
Urodziła się w 1947 w Polsce, w 1957 emigrowała z rodziną do Izraela. W latach 1963–1967 studiowała pedagogikę w Kay College w Beer Szewie, od 1971 przez dwa lata studiowała sztuki plastyczne w College of Visual Arts pod kierunkiem Eliyahu Gata. Kontynuowała tam naukę w latach 1981-1983, były to studia z zakresu poligrafii pod kierunkiem Maurice'a Kahana. Wykładała techniki druku artystycznego w Centrum Sztuk Wizualnych w Ki Academic College w Beer Szewie oraz teorię sztuki w liceum ogólnokształcącym w Beer Szewie.
Szulamit Dawidowicz tworzy stosując techniki drukarskie, grafikę komputerową, malarstwo olejne i akrylowe, tradycyjną grafikę, kolaże i fotografię.